# アルフレッド・ヴァールベリ
アルフレッド・ヴァールベリ（Herman Alfred Leonard Wahlberg、1834年2月13日 - 1906年10月4日）はスウェーデンの風景画家である。

## 略歴
ストックホルムに生まれた。父親は画家で、母親はイタリア人の彫刻家の娘であったとしている。父親から美術を学ぶが、音楽の才能も示し、スウェーデン王立音楽アカデミーでピアノとクラリネットを学んだ。しばらくの間、楽団に雇われた。ピアノ教師をしながら、一年間、非正規の学生としてスウェーデン王立美術院で学び、1856年には作品が美術協会に買い上げられた。
1857年に、多くの北欧の画家が留学していたデュッセルドルフに移り、短期間、風景画家のハンス・ギューデに学んだが、独学で修行を続け、オランダやベルギーを旅し、1862年にストックホルムに戻った。ストックホルムで4年間、活動した後、1886年にパリに移り、当時フランスで流行していた風景画のスタイルを学んだ。1868年にサロン・ド・パリに作品を出展した。1870年と1872年のサロンで入賞するなど、高い評価をえるようになり、1878年のパリ万国博覧会の展覧会でも入賞し、スウェーデンを代表する近代的な風景画家とされた。
1866年にスウェーデン王立美術院の会員に選ばれ、1880年に授業を行う義務のない副教授の称号を与えられた。毎年夏は、スウェーデン各地で作品を描いた。スウェーデン南部のトラーノースで没した。

## 作品

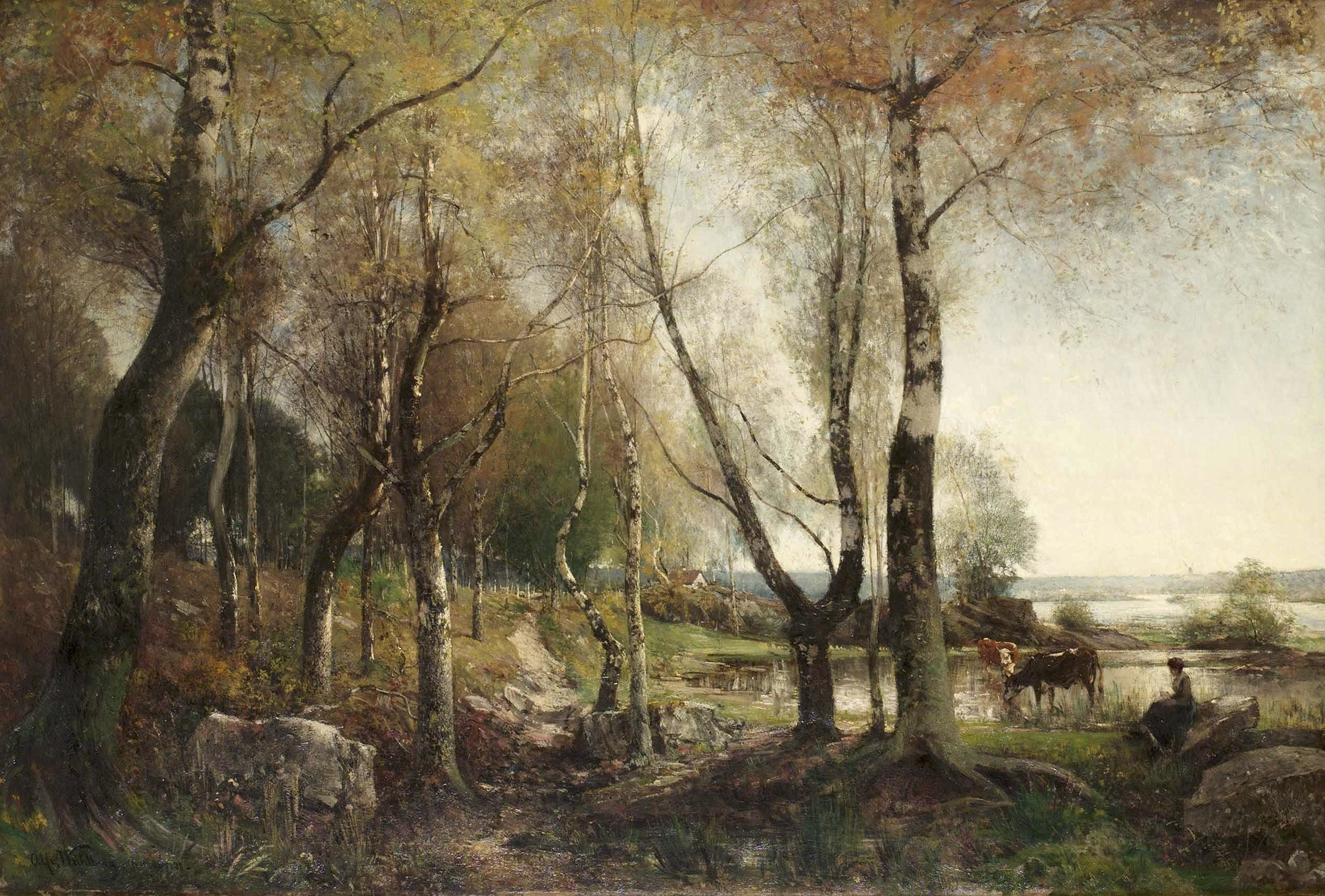
『牛飼いの休憩』 (1873/1875)
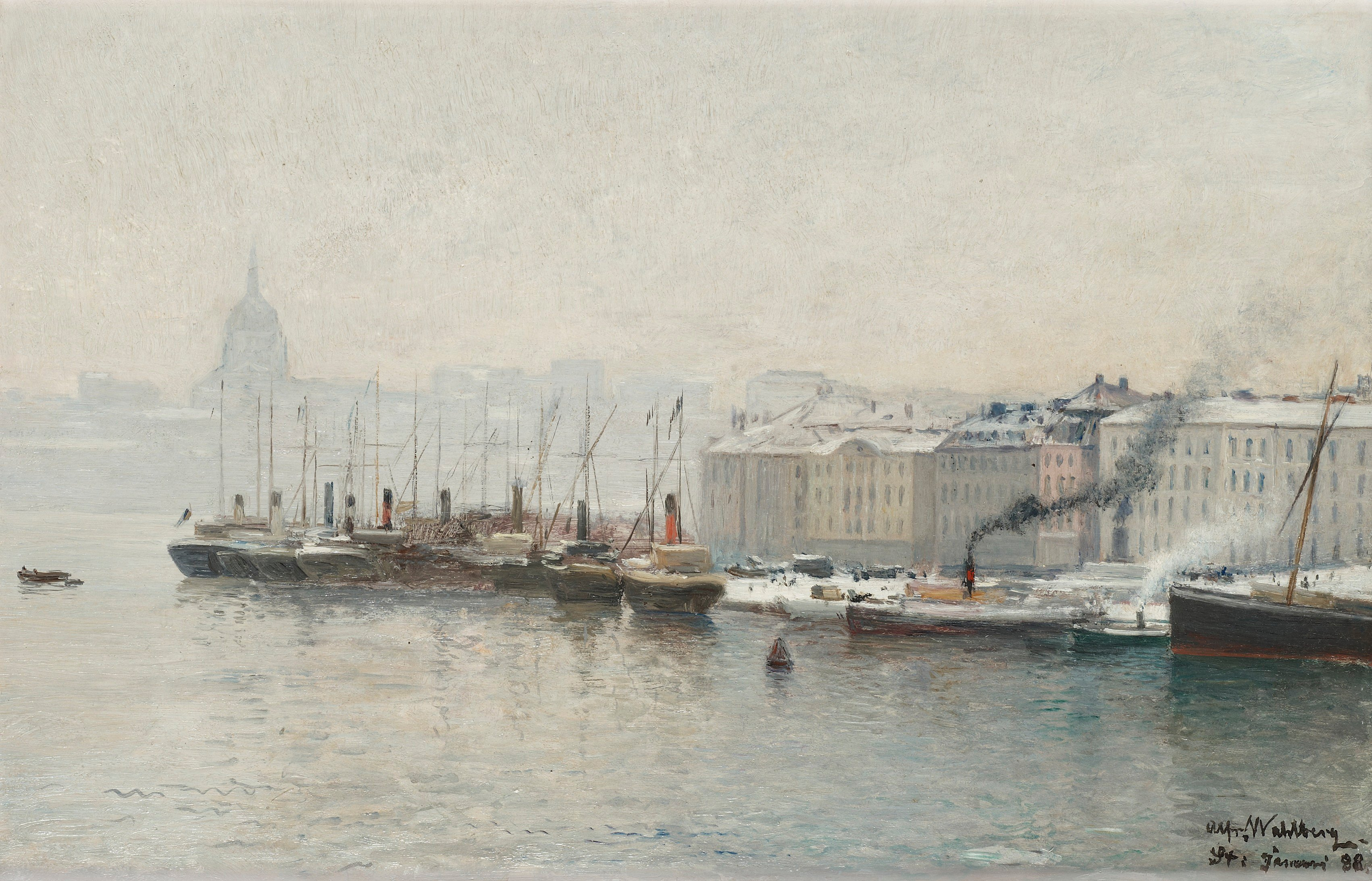
冬のストックホルム港　(1888)
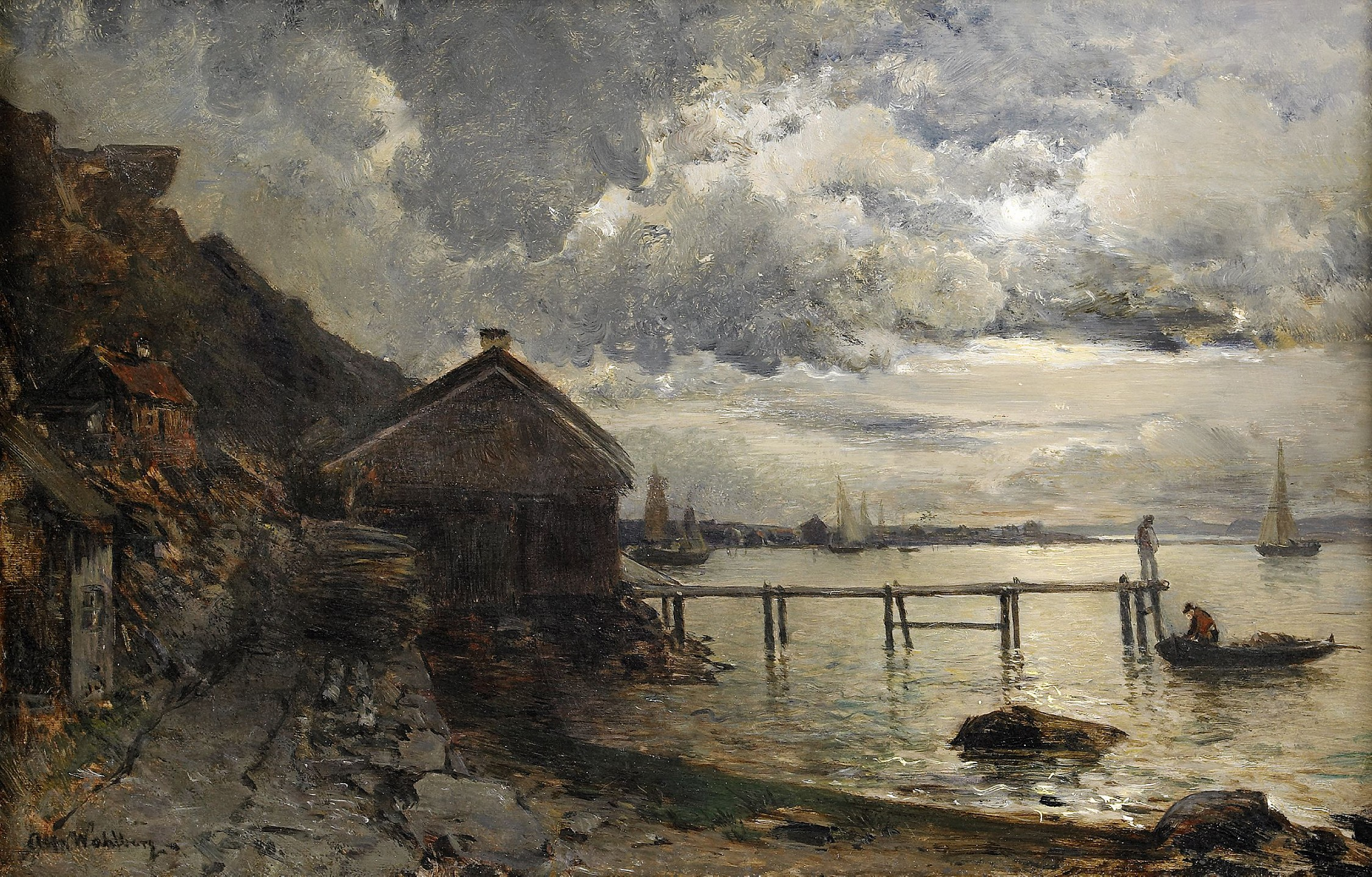
フィエールバッカの月光 (1880)
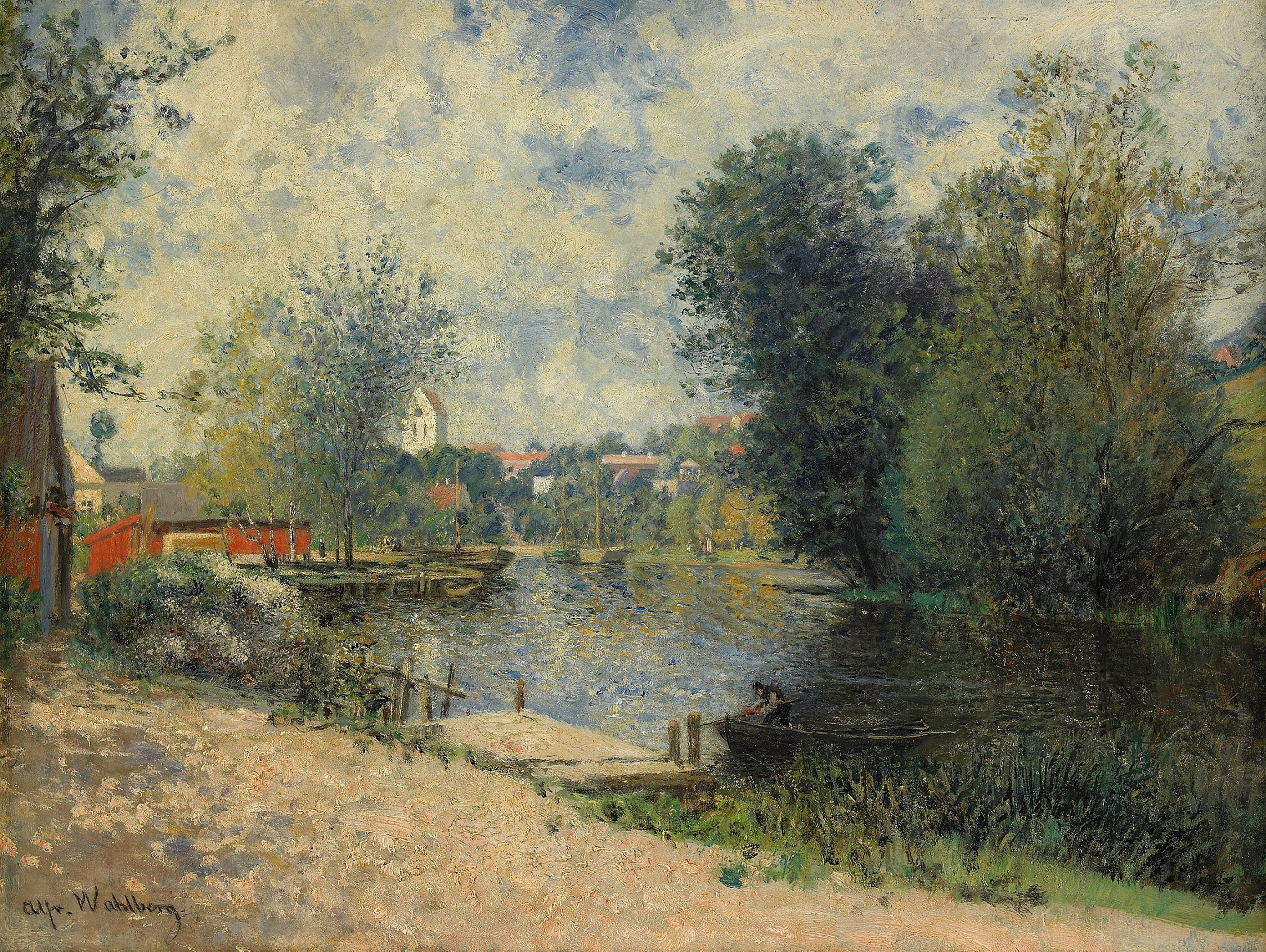
夏の風景
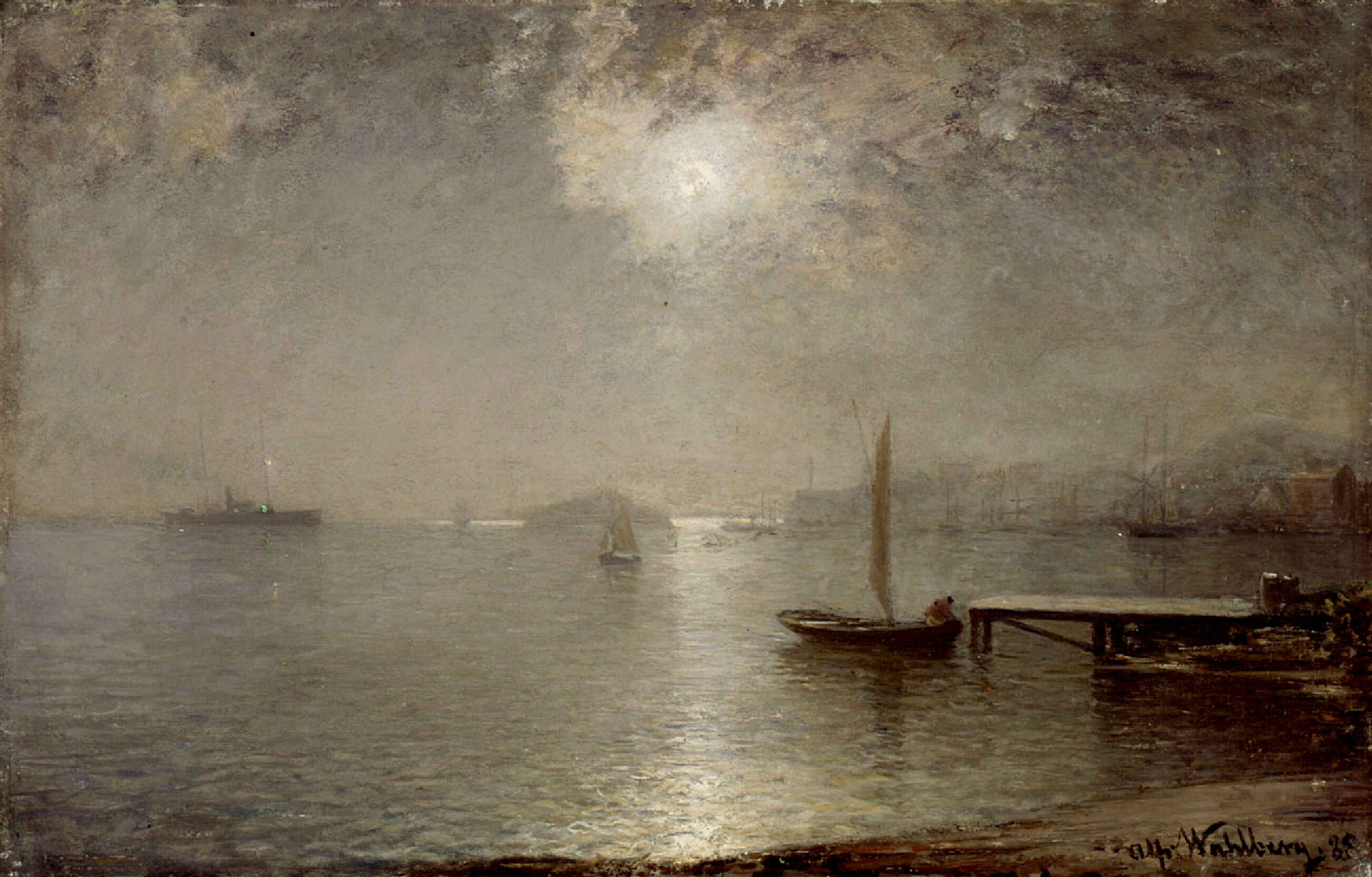
月明かりの港の風景(1888)
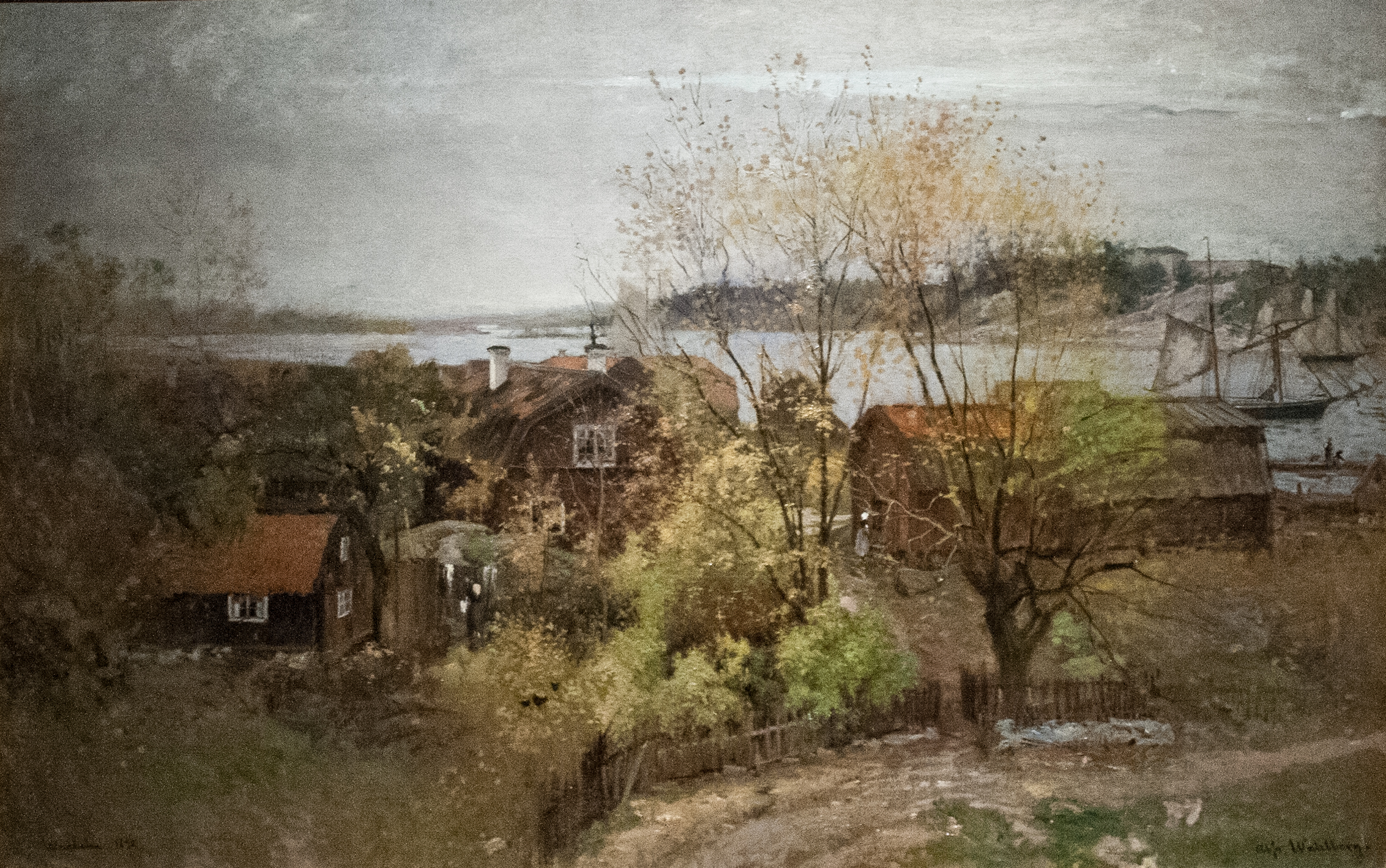
(1872)